# El milagro de vivir (telenovela mexicana)
El milagro de vivir fue una telenovela mexicana dirigida por Raúl Araiza, producida por Ernesto Alonso para la cadena Televisa y exhibida por el Canal 2 en los años 1975 y 1976. Fue escrita por Fernanda Villeli. Fue protagonizada por Angélica María y Alberto Vázquez, con las participaciones antagónicas de Silvia Pasquel y Fernando Allende. Contó además con las actuaciones estelares de Ana Martín, José Alonso, Norma Herrera, María Rubio, Raúl Ramírez, Lucy Gallardo, Rita Macedo, Silvia Mariscal, Anita Blanch, Angélica Vale, Martha Patricia y Martín Cortés.

## Argumento
Luego de su graduación de un internado en Nueva York, regresa a Monterrey Aura Velasco (Angélica María) para encontrarse que su madre Rita (Martha Patricia) ha sido asesinada. Ella desconoce que su madre se dedicaba a la prostitución. A su madre la mantenía un amante, el millonario Alejandro Alvarado, hombre casado que se suicidó por culpa de Rita. Son sospechosos del asesinato, Luis (Alberto Vázquez), Héctor (José Alonso), hijos de Alejandro y Carlos (Raúl Ramírez), hermano de Alejandro. Ellos están involucrados en la construcción de la nueva Basílica dedicada a la Virgen de Guadalupe. Aura, que tiene poderes paranormales, decide buscar al asesino de su madre y se marcha a México, entra a trabajar a la casa de los Alvarado como secretaria de Carlos. Ahí conoce a María (Rita Macedo), una misteriosa sirvienta indígena que cambia positivamente la vida de la gente. Ambos hermanos se enamoran de Aura, pero ella prefiere al neurótico escultor Luis, ambos se enamoran. Aura desiste de su venganza en nombre del amor. Pasado un tiempo Luis se entera de la verdadera identidad de Aura, sin decirle la verdad la desprecia y le dice que no la ama, que la utilizó para pasar el tiempo. Aura, embarazada y decepcionada se regresa a Nueva York.

## Elenco
- Angélica María - Aura Velasco
- Alberto Vázquez - Luis Alvarado
- Fernando Allende - Fred
- Ana Martín - Jenny Gordon
- Raúl Ramírez - Carlos Alvarado
- José Alonso - Héctor Alvarado
- Silvia Pasquel - Hortensia Alvarado
- Norma Herrera - Leonora Argentelli
- Lucy Gallardo - Lucía
- Nubia Martí - Millie
- Rita Macedo - María
- Lilia Prado - Estela
- Martha Patricia - Rita (Madre de Aura)
- María Rubio - Eva
- Raúl Araiza
- Salvador Sánchez
- Angélica Vale - Bebé Alejandra
- Mario Casillas - Alejandro Alvarado
- Silvia Mariscal - Tere
- Anita Blanch - Soledad
- Félix González - Alfonso
- José Loza - Teniente Jiménez
- Martín Cortés - Pancho Reyes
- Raúl Araiza
- Rosita Bouchot

## Datos
- La telenovela está grabada en color.